# 3896 Pordenone
3896 Pordenone è un asteroide della fascia principale. Scoperto nel 1987, presenta un'orbita caratterizzata da un semiasse maggiore pari a 3,0031423 UA e da un'eccentricità di 0,0476047, inclinata di 9,68241° rispetto all'eclittica.
L'asteroide è dedicato al pittore italiano Giovanni Antonio de' Sacchis detto il Pordenone dal nome della sua città natale. La dedica ufficiale, pur riportando le date di nascite e morte di de' Sacchis, è rivolta a Giovanni Antonio Licinio (detto il Sacchiense) perpetrando così una confusione nata da un errore del Giorgio Vasari nel redigerne le biografie e risolta nell'ambito della critica d'arte solo agli inizi del XX secolo.